# Neoclinus bryope
Espèce
Synonymes
- Zacalles bryope Jordan & Snyder, 1902[2] [3]

Statut de conservation UICN

 LC  : Préoccupation mineure
Neoclinus bryope est une espèce de poissons de la famille des Chaenopsidae.

## Répartition et habitat
Cette espèce est présente dans le Pacifique Ouest, dans les eaux du Japon, de la Corée du Nord et de la Corée du Sud. Ce poisson démersal vit dans la zone intertidale entre 0 et 10 m de profondeur.